# Thomas O’Riordan
Thomas O’Riordan (* 12. Juli 1937 in Tubridmore, County Kerry; † 20. Juni 2022) war ein irischer Leichtathlet.

## Leben
Thomas O’Riordan wurde in Tubridmore geboren und wuchs in Ardfert auf. 1956 gewann er einen All-Ireland Schools-Titel über eine Meile für Tralee CBS, wodurch er ein Stipendium an der Idaho State University erhielt. Nach seinem Abschluss 1961 zog er in die Vereinigten Staaten und trainierte in Kalifornien unter dem Ungarn Mihály Iglói. Dabei stand er morgens um 5 Uhr bereits für das Training auf und arbeitete im Anschluss in einer örtlichen Gießerei. 1962 kehrte er in sein Heimatland zurück und schloss sich den Donore Harriers an. Unter Anleitung seines Trainers Eddie Hogan entwickelte er sich zu einem der besten irischen Langstreckenläufer.
O’Riordan stellte 13 Mal einen irischen Rekord auf und gewann sieben nationale Meistertitel im Crosslauf sowie zwölf im Langstreckenlauf. Bei den Olympischen Sommerspielen 1964 schied er als Neunter seines Vorlaufes im Wettkampf über 5000 Meter aus.
Noch während seiner Zeit als Athlet war er als Journalist tätig. Dabei reichte er unter anderem bereits kurz nach seinen Rennen bei den Crosslauf-Weltmeisterschaften Berichte ein. Insgesamt war er 38 Jahre lang bei verschiedenen Zeitungen beschäftigt und berichtete bis 2000 über alle Olympischen Sommerspiele.
Während seiner letzten Lebensjahre erkrankte er an der Parkinson-Krankheit.